# Tunel Krrabë

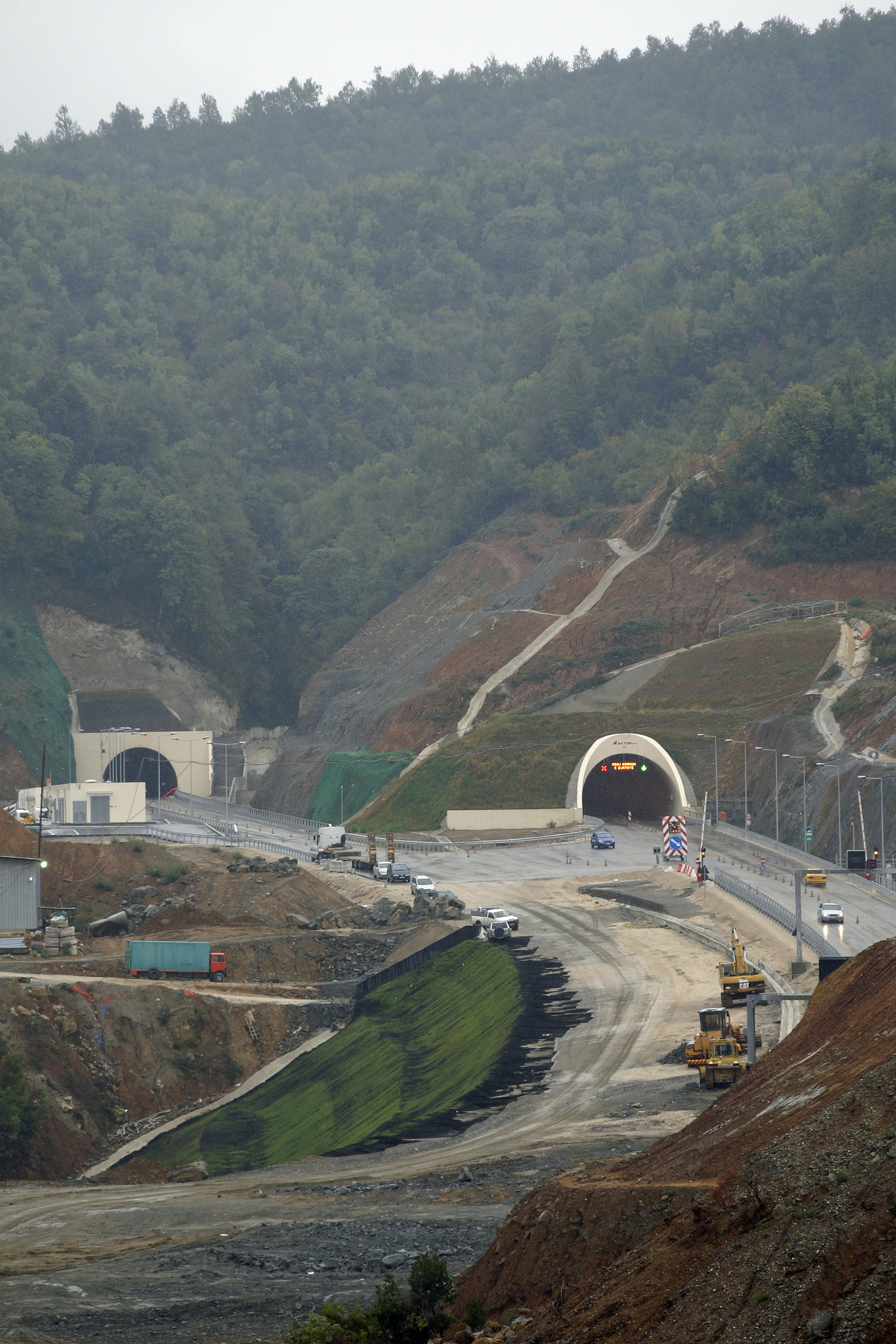
Severní portál tunelu během výstavby.

Tunel Krrabë (albánsky Tunelli i Krrabës) je dálniční tunel v Albánii. Nachází se na dálnici A3 mezi Tiranou a městem Elbasan, v její centrální části.
Délka tunelu činí cca 2 375 m, resp. 2 500. Má dvě tunelové trouby (levou a pravou), každou o dvou jízdních pruzích. Svojí délkou se mírně liší. Mezi oběma tunelovými troubami se nachází pět průchodů, dva jsou určeny pro přejíždění vozidel a tři pro chodce. Význam mají z hlediska údržby, nebo v případě mimořádných událostí.
Tunel podchází pohoří Kodrat e Krrabës, které v tomto místě dosahuje výšky 644 m n. m. Nese název podle nedaleké vesnice Krrabë. 

## Historie
Tunel postavila řecká stavební společnost Aktor ve spolupráci s americkou společností Copri. Stavební práce na tunelu byly zahájeny dne 29. dubna 2011 a předpokládaná cena za realizaci tunelu měla dosáhnout 101 milionů USD. Na konci listopadu 2011 byla provedena zhruba čtvrtina z nich a v polovině února 2012 byla polovina veškerých prací hotova. V polovině roku bylo vytěženo 470 000 m3 horniny. Tunel byl budován Novou rakouskou tunelovací metodou.
Dne 16. června 2013 byl během volební kampaně do parlamentních albánských voleb tunel slavnostně otevřen. V provozu však byl po obou z tunelových trub v jednom jízdním pruhu. Tunel navíc ze severní strany přecházel v silnici SH 3, neboť celá dálnice byla dokončena až v roce 2019.